# Louise-Gueury-Straße 420 (Mönchengladbach)

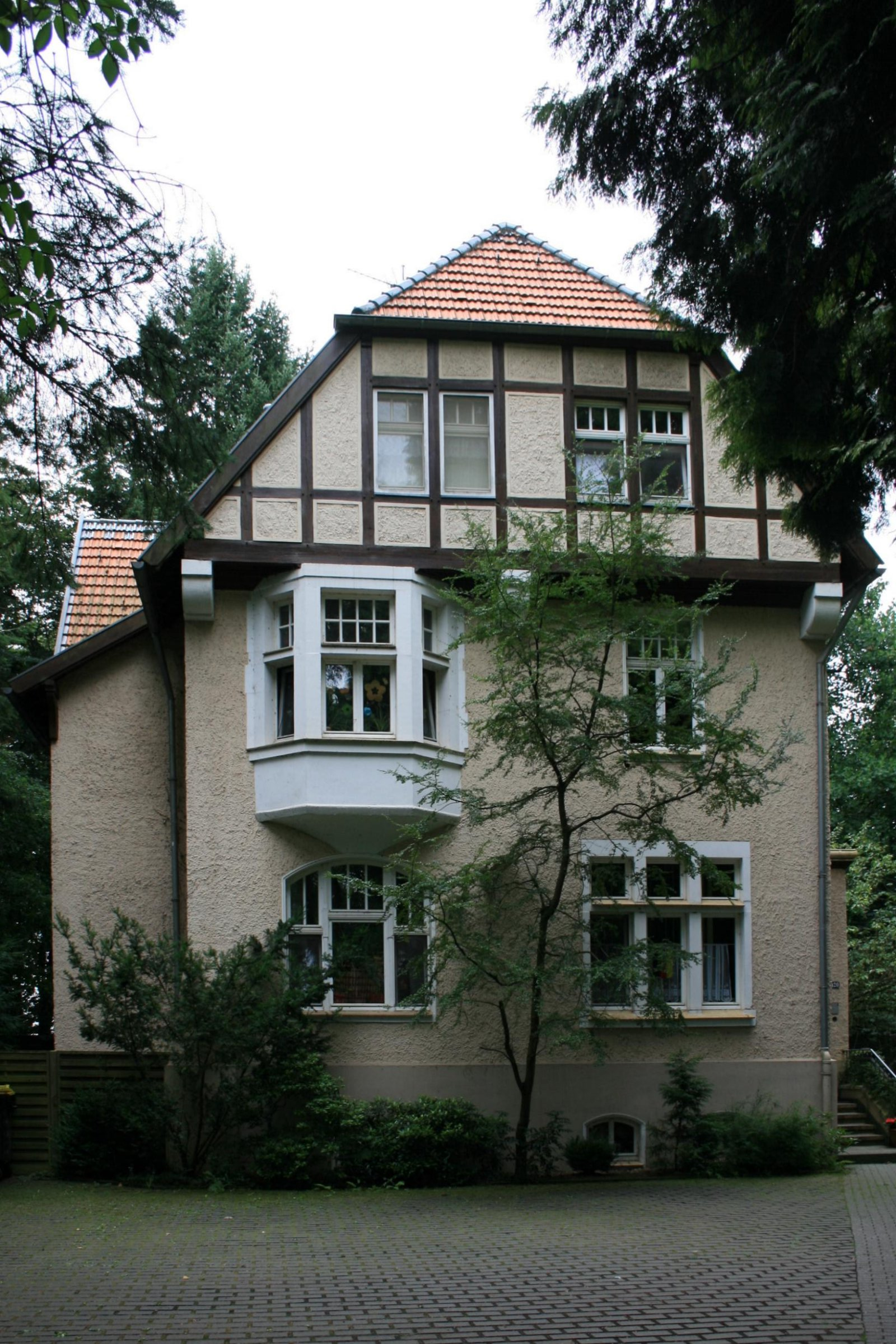
Wohnhaus Villa Louise (2010)

Das Wohnhaus Louise-Gueury-Straße 420, auch Villa Louise genannt, steht im Stadtteil Hardter Wald in Mönchengladbach (Nordrhein-Westfalen).
Das Gebäude wurde 1903/1905 erbaut. Es wurde unter Nr. L 017 am 15. Dezember 1987 in die Denkmalliste der Stadt Mönchengladbach eingetragen.

## Lage
Die Wahl des Bauplatzes für die städtische Lungenheilanstalt bedurfte aufgrund der besonderen Anforderungen genauer Planung. So fand sich ein passendes Gelände, etwa fünf Kilometer westlich des Stadtkerns, im Hardter Wald, wo insgesamt vier größere Bauten errichtet wurden. Heilstätte mit Verwaltungsgebäude, Wohlfahrtsstelle für Lungenkranke, Walderholungsstätte und Waldschule.

## Architektur
Das ehemalige Wohnhaus des leitenden Arztes liegt ganz dicht beim Haupteingang der Lungenheilstätte.
Das villenähnliche Gebäude entstand zwischen 1903 und 1905. Es steht allseitig frei und ist mit Rauputz überzogen, einzelne Teile sind in rötlich gehaltenem Fachwerk ausgeführt. Ein hoher Putzsockel umläuft das ganze Gebäude. An einer Seite schließt ein mächtiger Dreiecksgiebel mit Fachwerk, an der anderen Seite ein Hexagonalerker in Dachhöhe das Gebäude ab.
Das ehemalige Arzt-Wohnhaus, die sogenannte Villa Luise, ist ein typischer Bau, wie man ihn als oder bei herrschaftlichen Architektur der Zeit gerne findet. In Anbetracht seiner Wohlbewahrtheit und im Kontext zur eigentlichen Klinik ist das Gebäude aus architektur- und sozialhistorischen Gründen schützenswert.